# Ledra nigra
Ledra nigra är en insektsart som beskrevs av Kuoh. Ledra nigra ingår i släktet Ledra och familjen dvärgstritar. Inga underarter finns listade i Catalogue of Life.